# میخاو ژوواکوف
میخاو ژوواکوف (لهستانی: Michał Żewłakow؛ زادهٔ ۲۲ آوریل ۱۹۷۶) یک بازیکن فوتبال، و ورزشکار اهل لهستان است.
وی همچنین در تیم ملی فوتبال لهستان بازی کرده‌است.